# Letelepedési zóna

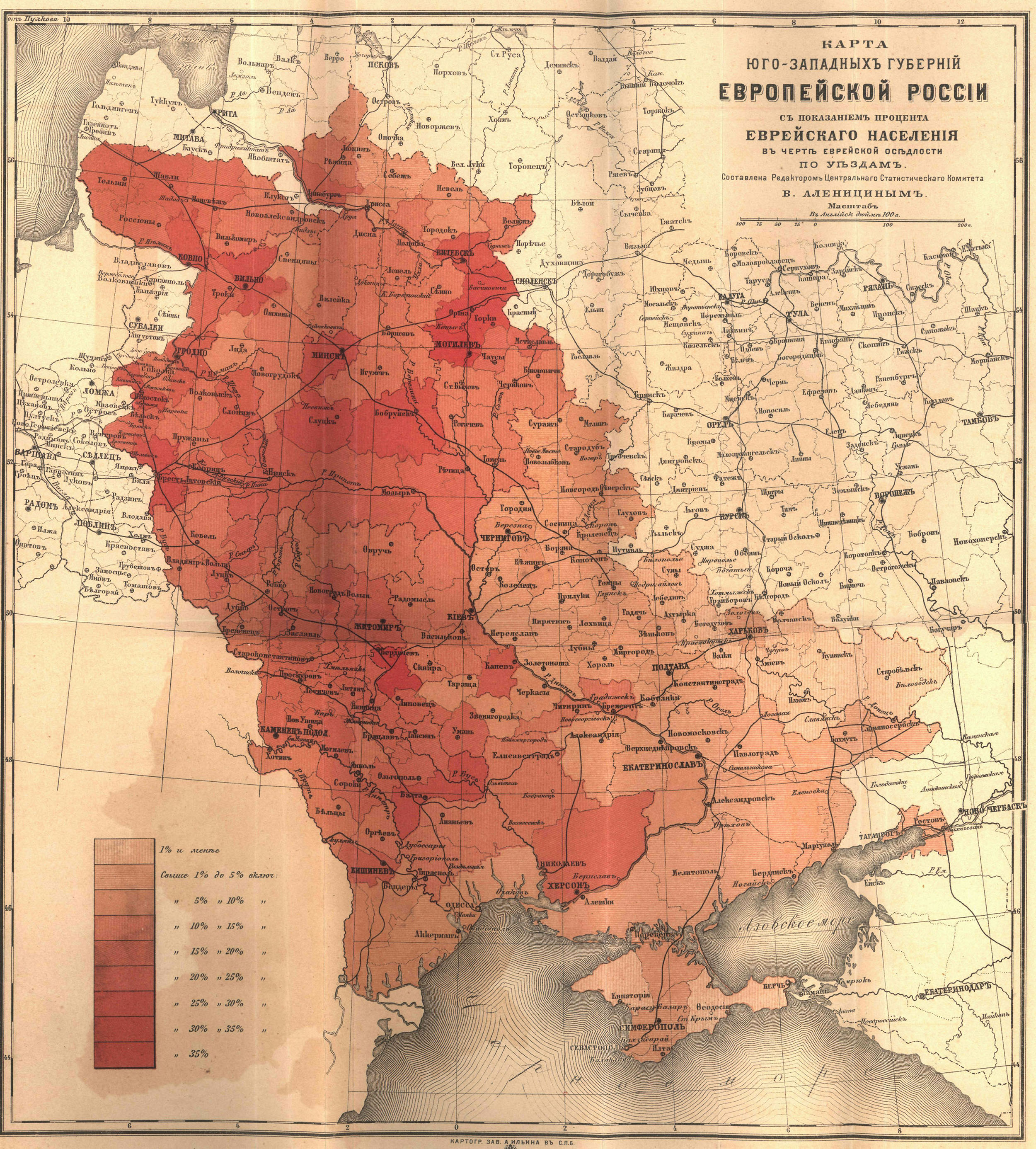
A letelepedési zóna 1884-ben (mutatva a zsidó lakosság számarányát)

A letelepedései zóna (oroszul: Черта оседлости) a zsidó lakosság számára kijelölt kötelező tartózkodási terület volt a cári Oroszországban 1791 és 1917 között. A zónán belüli nagyvárosokból szintén kitiltották a zsidókat. Különleges engedéllyel le lehetett telepedni a zónán kívül is, pl. az egyetemi végzettséggel rendelkezőknek, akik nemességet kaptak, egyes tekintélyes kereskedőknek és kézműveseknek vagy a katonáknak.
A letelepedési zóna magába foglalta az egész mai Fehéroroszországot és Moldovát, Litvánia és Ukrajna nagy részét, Lengyelország keleti és középső régióit, valamint Lettország és a mai Nyugat-Oroszország egy kisebb zónáját. Nagyjából 20%-át tette ki Oroszország európai részének és alapvetően azokra a régiókra terjedt ki, amelyeket a birodalom a 17. század végén és a 18. században annektált (a korábban Lengyelország-Litvániához, az ukrán kozákokhoz, az Oszmán Birodalomhoz, a Moldvai Fejedelemséghez és a Krími Kánsághoz tartozó területek).
A zóna hivatalosan 1917-ben, a februári forradalmat követően szűnt meg, de a gyakorlatban az első világháború kitörése után már nem tartották be a szabályait, mert az előrenyomuló német hadsereg elől a lakosság (köztük a zsidók is) tömegesen menekült kelet felé.

## Története
Lengyelország első, 1772-es felosztásakor Oroszország jelentős, részben zsidók lakta területet szerzett meg nyugati szomszédjától. Ebben az időben a zsidók (tulajdonképpen a cár legtöbb alattvalója) költözése erősen korlátozott volt a birodalmon belül. A letelepedési zónát Nagy Katalin cárnő hozta létre 1791. december 23-án hozott rendeletével. Célja eredetileg az volt, hogy fokozza a törököktől elfoglalt dél-ukrajnai területek benépesítését. A zsidó kereskedőknek megengedték, hogy ide is kiterjesszék tevékenységüket, de ó-oroszországi működésüket megtiltották.
Lengyelország második és harmadik felosztásával aztán meredeken megnőtt a birodalom zsidó összlakossága. Legnagyobb kiterjedésekor a letelepedési zónában több mint 5 millió zsidó lakott, ami mintegy 40%-át tette a világ teljes izraelita népességének. Idővel a cár alattvalóinak költözési szabadsága jelentősen megnőtt, de ez a zsidókra továbbra sem vonatkozott.
A terület I. Miklós cár idejében (1825–1855) kapta a letelepedési zóna nevet. Kiterjedése ekkor némileg csökkent, de szabályai szigorúbbá váltak. 1827-ben erősen korlátozták a Kijevbe költözés lehetőségét. 1835-ben Asztrahanyt és az Észak-Kaukázust leválasztották a zónáról. Miklós 1843-ban rendeletet hozott arról, hogy a zsidókat költöztessék ki az osztrák határ 80 km-es zónájából is, de a gyakorlatban ezt nem sikerült betartani és a tiltást 1858-ban jelentősen enyhítették.

A zsidó anyanyelvűek megoszlása a cári Oroszországban (1897)

A liberális II. Sándor cár (1855–1881) engedélyezte hogy a vagyonos vagy művelt zsidók kiköltözzenek a zónából, így a zsidók reménykedni kezdtek, hogy az intézményt hamarosan teljesen felszámolják. II. Sándort azonban 1881-ben meggyilkolták és fia, a reakciós III. Sándor antiszemita és nacionalista kurzust indított el. Azt terjesztették, hogy apját „a zsidók” ölték meg, és pogromokat indítottak ellenük. Az 1881-es májusi ideiglenes rendeletek teljesen megtiltották az izraeliták zónán kívüli megtelepedését és a keresztény parasztok kérhették, hogy településükről tiltsák ki a zsidókat. Az „ideiglenes” rendeletek aztán állandósultak és legalább 1903-ig érvényben maradtak. 1910-ben az Állami duma izraelita képviselői kezdeményezték a zóna megszüntetését, de a pártok erőviszonyai esélytelenné tették a javaslat megszavazását, sőt a szélsőjobboldali pártok javasolták valamennyi zsidó kiűzését a birodalomból.
A zsidóknak megtiltották hogy a falvakban éljenek és egyes városokból (mint Kijev, Szevasztopol vagy Jalta) is ki voltak tiltva, így vidéki kisvárosokba, a zsidó többségű, ún. stetlekbe kényszerültek. Az „első céhbe” (a leggazdagabb kategóriába) tartozó kereskedők, a diplomások vagy egyetemi hallgatók, egyes kézművesek, a nemességek szerzők és a katonák családjukkal együtt letelepedhettek a zónán kívül is. Időnként egyes csoportjaik külön engedélyt kaptak a nagyvárosokba költözéshez, de ezeket visszavonhatták és pl. 1891-ben több ezer izraelitát űztek ki Moszkvából. A szigorú szabályozás és a vissza-visszatérő pogromok miatt sokan az emigrációt választották és az Egyesült Államokba vagy Nyugat-Európába költöztek. 1881 és 1914 között mintegy kétmillióan emigráltak az USÁ-ba. A természetes népszaporulat azonban magasabb volt mint az emigránsok száma, így a letelepedési zóna zsidó népessége egyre nőtt.
Az első világháború során a német hadsereg benyomult az Orosz Birodalom területére és a helyi lakosság – köztük a zsidók is – tömegesen menekült keletre. A letelepedési zóna a gyakorlatban 1915. augusztus 19-én szűnt meg létezni, amikor a belügyminisztérium a háborús helyzetre való tekintettel engedélyezte az izraeliták zónán kívüli tartózkodását (kivéve a cári paloták környezetét és a front zónáját). Hivatalosan a cár 1917 februári lemondása után számolták fel, amikor március 20-án (a Gergely-naptár szerint április 2-án) az Ideiglenes kormány kiadta rendeletét A vallási és nemzetiségi korlátozások megszüntetéséről.

## A zsidók élete a letelepedési zónában

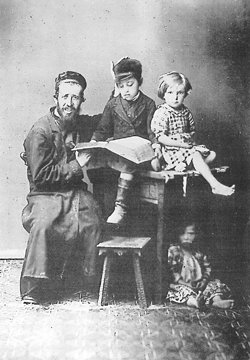
Podóliai zsidó tanító (19. sz.)

A zsidók többsége vidéki kisvárosokban (stetl, jiddis nyelven városka) élt, ahol nagyon kevés volt az érvényesülési lehetőség, többségük igen szegény volt. Nem birtokolhattak földet, nem foglalkozhattak földműveléssel, így elsősorban kereskedők és kézművesek voltak. A szegények megsegítésére önkéntes izraelita segélyszervezetek alakultak. Ezek ruhát adományoztak a szegény diákoknak, kóser élelemmel látták el a hadseregbe besorozott zsidó katonákat, ingyenes orvosi ellátást biztosítottak a szegényeknek, hozományt és háztartási ajándékokat ajánlottak fel a rászoruló menyasszonyoknak, gondoskodtak az árvák oktatásáról. A zónában egyetlen olyan tartomány sem volt, ahol a zsidók kevesebb mint 14%-a részesült volna segélyben, de a litván és ukrán zsidók a szegény lakosság 22%-át is eltartották.
Az antiszemita III. Sándor cár példája által bátorított és a rosszindulatú híresztelések (mint pl. hogy a zsidók ölték meg II. Sándort) által feltüzelt többségi lakosság rendszeresen megtámadta a zóna izraelitáit és pogromokat rendeztek. Bár szórványosan a zóna egész fennállása alatt előfordultak atrocitások, ezek különösen gyakoriakká váltak  1881 és 1883, valamint 1903 és 1906 között. A pogromok több száz települést érintettek, ezek során több ezer zsidót bántalmaztak és jelentős anyagi károkat okoztak.
A zsidók egy adott területre való koncentrálása lehetővé tette a modern jesivák (vallási iskolák) rendszerének létrejöttét. Korábban a Talmud tanulmányozására szolgáló iskolákba csak a gazdagok tudták járatni a gyerekeiket. 1803-ban a volozsini Haim ben Jichak rabbi megalapította jesiváját, amely az egész letelepedési zónából vonzotta a diákokat. A cári hatóságok igyekeztek gátolni az iskolát, világiasabbá tenni, majd 1879-ben bezárták. Két évvel később újra megnyílhatott, de megkövetelték, hogy minden tanár orosz intézményekben szerzett diplomával rendelkezzen, és orosz nyelvet és kultúrát is tanítson. Ezek betarthatatlan követelmények voltak és az intézmény 1892-ben végleg bezárta kapuit. Ettől függetlenül az iskolának nagy hatása volt, korábbi diákjai számos új jesivát alapítottak a zónában.
1886-ban numerus clausust vezettek be a zsidók számára, részarányuk az felsőoktatási intézményekben a zónán belül nem haladhatta meg a 10%-ot, 5%-ot azon kívül, Moszkvában, Szentpétervárott és Kijevben pedig a 3%-ot. Az utóbbi nagyvárosokban 1908-ban és 1915-ben kissé enyhítettek a kvótán.
A zsidók zónán belüli életét több jiddis nyelvű író is megörökítette. Az egyik legismertebb Sólem Aléchem, akinek Tevje a tejesember c. regényéből világhírű musical, a Hegedűs a háztetőn készült.

## A letelepedési zóna területének változásai

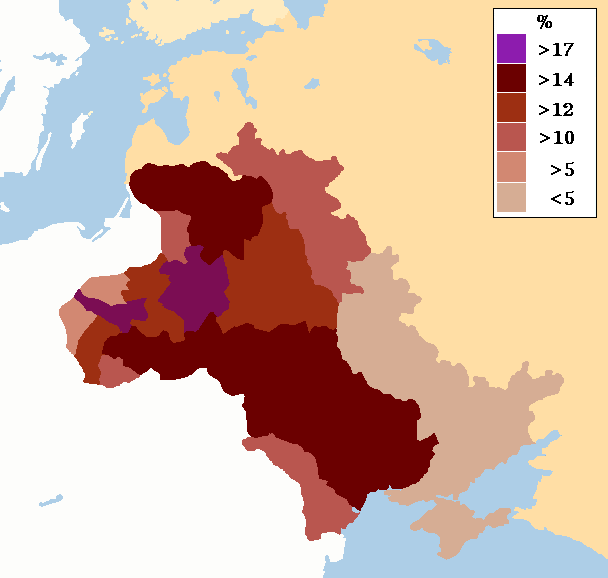
A zsidó lakosság számaránya a letelepedési zónában és a Kongresszusi Lengyelországban (1905)

Nagy Katalin 1791-es rendeletében a következő területeket helyezte a letelepedési zónába: Mogiljovi, Polocki (később Vityebszki), Kijevi, Csernyigovi, Novorosszijai kormányzóságok, Novgorod-Szerverszkiji és Jekatyerinoszlavi alkirályságok és a Tauri terület (Krím).
Lengyelország 1794-es második felosztását követően ehhez még hozzájárult a Minszki, a Volhíniai és Podóliai kormányzóság, az 1795-ös harmadik felosztás után pedig a Vilnai és Grodnói kormányzóság.
1805 után a területet némileg lecsökkentették. 1836-ban a következő régiókra terjedt ki: Csernyigovi, Poltavai, Tauri, Herszoni, Besszarábiai, Velizsi kormányzóságok; az Északnyugati régió (Vilnai, Kaunaszi, Grodnói, Minszki, Mogiljovi és Vityebszki kormányzóságok), Délnyugati régió (Kijevi és Volhíniai kormányzóságok), Kongresszusi Lengyelország (Varsói, Lublini, Płocki, Kaliszi, Piotrkówi, Kielcei, Radomi, Siedlcei, Augustówi kormányzóságok. A Kongresszusi Lengyelország formálisan nem tartozott a letelepedési zónához, de a zsidók odaköltözését engedélyezték.

## Demográfiai adatok
Az 1897-es népszámlálás szerint az oroszországi kormányzóságokban a következő volt a zsidó lakosság számaránya:
| Region                                                     | %                                                      |
| Északnyugati régió (litván és belarusz kormányzóságok)     | Északnyugati régió (litván és belarusz kormányzóságok) |
| ---------------------------------------------------------- | ------------------------------------------------------ |
| Vilna                                                      | 12,86%                                                 |
| Kovno                                                      | 13,77%                                                 |
| Grodno                                                     | 17,49%                                                 |
| Minszk                                                     | 16,06%                                                 |
| Mogiljov                                                   | 12,09%                                                 |
| Vityebszk                                                  | 11,79%                                                 |
| Délnyugati régió (észak- és közép-ukrajnai kormányzóságok) |                                                        |
| Kijev                                                      | 12,19%                                                 |
| Volhínia                                                   | 13,24%                                                 |
| Podólia                                                    | 12,28%                                                 |
| Kongresszusi Lengyelország                                 |                                                        |
| Varsó                                                      | 18,22%                                                 |
| Lublin                                                     | 13,46%                                                 |
| Płock                                                      | 9,29%                                                  |
| Kalisz                                                     | 8,52%                                                  |
| Piotrków                                                   | 15,85%                                                 |
| Kielce                                                     | 10,92%                                                 |
| Radom                                                      | 13,78%                                                 |
| Siedlce                                                    | 15,69%                                                 |
| Suwałki                                                    | 10,16%                                                 |
| Łomża                                                      | 15,77%                                                 |
| Egyéb                                                      |                                                        |
| Csernyigov                                                 | 4,98%                                                  |
| Poltava                                                    | 3,99%                                                  |
| Tauri                                                      | 4,20% + karaita 0,43%                                  |
| Herszon]]                                                  | 12,43%                                                 |
| Besszarábia                                                | 11,81%                                                 |
| Jekatyerinoszlav                                           | 4,78%                                                  |

A zónán belül a következők voltak a tiltott városok: Kijev, Nyikolajev, Szevasztopol és Jalta.

## Fordítás
- Ez a szócikk részben vagy egészben  a   Pale of Settlement című angol Wikipédia-szócikk ezen változatának fordításán alapul.  Az eredeti cikk szerkesztőit annak laptörténete sorolja fel. Ez a jelzés csupán a megfogalmazás eredetét és a szerzői jogokat jelzi, nem szolgál a cikkben szereplő információk forrásmegjelöléseként.